# Bulbul à ventre jaune
Phyllastrephus poliocephalus
Espèce
Statut de conservation UICN

 LC  : Préoccupation mineure
Le Bulbul à ventre jaune (Phyllastrephus poliocephalus) est une espèce de passereau de la famille des Pycnonotidae.

## Répartition
Cet oiseau peuple le Grassland (Cameroun).

## Habitat
Son habitat naturel est les forêts humides subtropicales ou tropicales en plaine ou en montagne.
Il est menacé par la perte de son habitat.